# Calamippa prasina
Calamippa prasina är en insektsart som först beskrevs av Bolívar, I. 1902.  Calamippa prasina ingår i släktet Calamippa och familjen gräshoppor. Inga underarter finns listade i Catalogue of Life.